# Wrangeliaceae
Famille
Les Wrangeliaceae sont une famille d’algues rouges de l’ordre des Ceramiales, sous-ordre des Spermothamniineae.

## Liste des tribus et genres
Selon AlgaeBase (1 février 2019) :
- tribu des Dasyphileae F.Schmitz & Hauptfleisch
- tribu des Griffithsieae Schmitz & Hauptfleisch
- tribu des Halosieae M.Cormaci & G.Furnari
- tribu des Lejolisieae Feldmann-Mazoyer
- tribu des Monosporeae F.Schmitz & Hauptfleisch
- tribu des Spermothamnieae F.Schmitz & Hauptfleisch
- tribu des Sphondylothamnieae Feldmann-Mazoyer
- tribu des Wrangelieae Schmitz & Hauptfleisch
- genre Anfractutofilum A.B.Cribb
- genre Anisoschizus Huisman & Kraft
- genre Anotrichium Nägeli
- genre Baldockia A.J.K.Millar
- genre Bornetia Thuret
- genre Bracebridgea J.Agardh
- genre Corynospora J.Agardh
- genre Dasyphila Sonder
- genre Desikacharyella B.Subramanian
- genre Deucalion Huisman & Kraft
- genre Diplothamnion A.B.Joly & Yamaguishi
- genre Drewiana E.M.Gordon
- genre Gordoniella Itono
- genre Grallatoria M.Howe
- genre Griffithsia C.Agardh
- genre Guiryella Huisman & Kraft
- genre Haliacantha J.Agardh
- genre Halosia Cormaci & G.Furnari
- genre Halurus Kützing
- genre Hommersandiella Alongi, Cormaci & G.Furnari
- genre Interthamnion E.M.Gordon
- genre Involucrana Baldock & Womersley
- genre Lejolisia Bornet
- genre Lomathamnion E.M.Gordon
- genre Mazoyera E.M.Gordon
- genre Mazoyerella Gordon-Mills & Womersley
- genre Medeiothamnion Pujals
- genre Monosporus Solier
- genre Muellerella F.Schmitz ex Kylin
- genre Muellerena F.Schmitz
- genre Neomonospora Setchell & N.L.Gardner
- genre Plumariella Okamura
- genre Polychroma Bonnemaison
- genre Ptilothamnion Thuret
- genre Ptilothamnionopsis P.S.Dixon
- genre Rhipidothamnion Huisman
- genre Shepleya E.M.Gordon
- genre Spermothamnion Areschoug
- genre Sphondylothamnion Nägeli
- genre Stegengaea Alongi, Cormaci & G.Furnari
- genre Tanakaella Itono
- genre Tiffaniella Doty & Meñez
- genre Vickersia Karsakoff
- genre Woelkerlingia Alongi, Cormaci & G.Furnari
- genre Wollastoniella E.M.Gordon
- genre Wrangelia C.Agardh

Selon Catalogue of Life (1 février 2019) :
- genre Anisoschizus
- genre Anotrichium
- genre Antarcticothamnion
- genre Baldockia
- genre Compsothamnion
- genre Dasyptilon
- genre Dasythamniella
- genre Desikacharyella
- genre Deucalion
- genre Diplothamnion
- genre Drewiana
- genre Georgiella
- genre Gordoniella
- genre Grallatoria
- genre Griffithsia
- genre Guiryella
- genre Gymnophycus
- genre Haliacantha
- genre Haloplegma
- genre Halurus
- genre Hommersandiella
- genre Interthamnion
- genre Involucrana
- genre Lejolisia
- genre Lomathamnion
- genre Lophothamnion
- genre Mazoyerella
- genre Medeiothamnion
- genre Monosporus
- genre Mortensenia
- genre Neomonospora
- genre Neoptilota
- genre Pleonosporium
- genre Plumaria
- genre Plumariopsis
- genre Ptilota
- genre Ptilothamnion
- genre Ptilothamnionopsis
- genre Rhipidothamnion
- genre Rhododictyon
- genre Scagelonema
- genre Shepleya
- genre Spencerella
- genre Spermothamnion
- genre Sphondylothamnion
- genre Spongoclonium
- genre Stegengaea
- genre Tanakaella
- genre Tiffaniella
- genre Tokidaea
- genre Vickersia
- genre Woelkerlingia
- genre Wollastoniella
- genre Wrangelia

Selon World Register of Marine Species (1 février 2019) :
- tribu des Griffithsieae Schmitz, 1889
- tribu des Lejolisieae Feldmann-Mazoyer, 1941
- tribu des Monosporeae Schmitz & Hauptfleisch, 1897
- tribu des Spermothamnieae Schmitz, 1889
- tribu des Sphondylothamnieae Feldmann-Mazoyer, 1941
- tribu des Wrangelieae Schmitz, 1889

Selon World Register of Marine Species (1 février 2019) :
- genre Anisoschizus Huisman & Kraft, 1982
- genre Anotrichium Nägeli, 1862
- genre Baldockia A.J.K.Millar, 1986
- genre Desikacharyella B.Subramanian, 1984
- genre Deucalion Huisman & Kraft, 1982
- genre Diplothamnion A.B.Joly & Yamaguishi, 1966
- genre Drewiana E.M.Gordon, 1972
- genre Gordoniella Itono, 1977
- genre Grallatoria M.A.Howe, 1920
- genre Griffithsia C.Agardh, 1817
- genre Guiryella Huisman & Kraft, 1992
- genre Haliacantha J.G.Agardh, 1899
- genre Halurus Kützing, 1843
- genre Hommersandiella Alongi, Cormaci & G.Furnari, 2007
- genre Interthamnion E.M.Gordon, 1972
- genre Involucrana Baldock & Womersley, 1968
- genre Lejolisia Bornet, 1859
- genre Lomathamnion E.M.Gordon, 1972
- genre Mazoyerella Gordon-Mills & Womersley, 1974
- genre Medeiothamnion Pujals, 1970
- genre Monosporus Solier, 1845
- genre Neomonospora Setchell & N.L.Gardner, 1937
- genre Ptilothamnion Thuret, 1863
- genre Ptilothamnionopsis P.S.Dixon, 1971
- genre Rhipidothamnion Huisman, 1985
- genre Shepleya E.M.Gordon, 1972
- genre Spermothamnion Areschoug, 1847
- genre Sphondylothamnion Nägeli, 1862
- genre Stegengaea Alongi, Cormaci & G.Furnari, 2007
- genre Tanakaella Itono, 1977
- genre Tiffaniella Doty & Meñez, 1960
- genre Vickersia Karsakoff, 1896
- genre Woelkerlingia Alongi, Cormaci & G.Furnari, 2007
- genre Wollastoniella E.M.Gordon, 1972
- genre Wrangelia C.Agardh, 1828